# Álope (Tesalia)

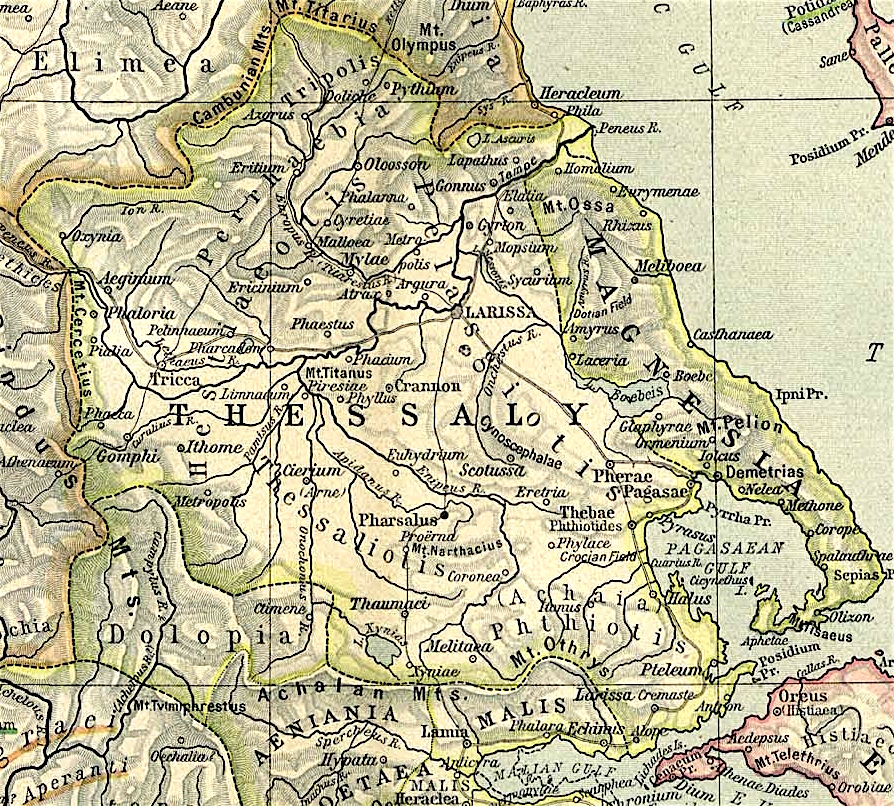
Mapa que muestra la antigua Tesalia. Álope se muestra en la parte inferior derecha opuesta a Eubea (se muestra en rosa).

Álope (en griego, Αλόπη) es el nombre de una antigua ciudad griega de Tesalia, que fue mencionada por Homero en el catálogo de las naves de la Ilíada, en la zona de Ftiótide.
Estrabón la distingue de otras dos poblaciones con el mismo nombre, una en la zona de Lócride Epicnemidia y otra en la de Lócride Ozolia. Añade que algunos eran de la opinión que en realidad la Álope menciona en el catálogo de naves era la situada en Lócride Epictemidia, y había otros que pretendían sustituir a Álope en ese verso por Haliunte. Por otra parte, Esteban de Bizancio sitúa una Álope entre Larisa Cremaste y Equino.
También se la cita como patria de varios argonautas: Éurito, Equión y Etálides.
Según Esteban de Bizancio, Álope de Ftiótide estaba en la costa norte del golfo Maliaco.